# Velasco Vitali
Velasco Vitali noto anche come Velasco (Bellano, 25 agosto 1960) è un artista, pittore e scultore italiano.

## Biografia
Nasce nel 1960 a Bellano sul Lago di Como. Figlio d'arte, il padre Giancarlo Vitali è pittore, inizia a dipingere sin da bambino, compiendo i suoi studi da autodidatta.

Giovanni Testori lo invita, ventiquattrenne, a partecipare alla mostra Artisti e scrittori presso la Rotonda della Besana di Milano. Sin dagli esordi, in anni che già vedono alcune importanti mostre personali, tra le quali: Velasco - Opere 1985-1986 a cura di Vittorio Sgarbi; Velasco a cura di Marco Vallora nel 1987, il percorso artistico di Velasco Vitali è caratterizzato da una pittura ispirata a una rappresentazione cruda, netta e allo stesso tempo visionaria e onirica di paesaggi naturali e urbani.
È degli anni 1987-1992 Paesaggio Cancellato, un'indagine sulla cancellazione e ricostruzione del tessuto paesaggistico valtellinese dopo l'alluvione del 1987. Pur rimanendo costante il suo lavoro sulla figura umana (specialmente con un ininterrotto lavoro sul ritratto), la sua pittura si evolve indagando il paesaggio: la scoperta del sud, in particolare della Sicilia, segna quindi una tappa importante nella sua riflessione sulle vedute-visioni dei porti mediterranei e va a fare da contrappunto agli sguardi più analitici dedicati alle metropoli occidentali. Sono gli anni di Isolitudine con Ferdinando Scianna (2000) e MIXtura con Franco Battiato (2003).
È anche grazie all'incontro con la Sicilia che Vitali scopre la scultura, in particolare i cani (dal 2003), realizzati con ferro, catrame, cemento, piombo e rete metallica: materiali caratteristici dell'abusivismo edilizio.

Due anni prima della mostra Extramoenia, un progetto voluto dalla Regione Siciliana e allestito presso Palazzo Belmonte Riso (Palermo) e al Palazzo della Ragione (Milano) nel 2006, Electa pubblica una monografia sui suoi primi vent'anni di lavoro con un contributo critico-filosofico di Giulio Giorello.
A partire da questi anni le esposizioni, personali e collettive, di Velasco Vitali, "l'anti-Cattelan" (come viene spesso definito), diventano sempre più site-specific: è il caso di Tana (2006), realizzato per il Teatro dell'Arte di Milano, e di Immagini, forma e natura delle Alpi (con Marco Gastini e Simon Starling, 2007) e LATO4(2008), entrambi a cura di Danilo Eccher.
A cura di Fernando Mazzocca e Francesco Poli è l'intervento artistico monumentale Sbarco (2010), diviso in capitoli narrativi (Sbarco; Attesa; Branco; Kitezh)) e allestito in piazza Duomo e nel complesso di Sant'Agostino a Pietrasanta e a Milano in Piazza Duca D'Aosta e Palazzo Reale: inizio di un percorso sulla precarietà e clandestinità che troverà un punto d'approdo due anni dopo con Foresta Rossa, intervento artistico realizzato da Velasco Vitali presso l'Isola Madre (sul Lago Maggiore): Il giardino botanico dell'Isola Madre viene trasformato in un paesaggio onirico, surreale ma allo stesso tempo fortemente legato alla realtà storica (lo spunto è la storia di Pryp"jat', città coinvolta nel disastro nucleare di Černobyl'). Foresta Rossa, attraverso pittura e scultura, con opere di grandi dimensioni come Playtime (una giostra rossa installata attorno allo storico cipresso del Kashmir di fronte a Palazzo Borromeo), rappresenta l'evoluzione diretta della riflessione sul paesaggio urbano e naturale iniziata con Paesaggio Cancellato: il soggetto principale diventano le città abbandonate, rovine moderne alla periferia del tempo su cui l'artista effettua una ricerca narrativa e visiva dal 2008 (già da allora tutte le sue sculture di cani portano come titolo il nome di una città fantasma). Il progetto continua nel 2013 con la grande mostra personale di disegno e pittura Foresta Rossa: 416 città fantasma nel mondo presso la Triennale di Milano. Nel 2013 su invito dell'Università degli Studi di Reggio Calabria, realizza Medi Terraneo, una monumentale installazione di bambù rossi che formano una grande barca in cima al castello Ruffo di Scilla. Il 14 aprile 2014 espone la scultura Traditio Symboli nel Duomo di Milano e partecipa alla IV Biennale Gherdeina di scultura a Ortisei, in Val Gardena. Nel febbraio 2015 è invitato alla Berlinale come produttore e protagonista del documentario Il Gesto Delle Mani con la regia di Francesco Clerici che lo ritrae durante l'esecuzione di una scultura in bronzo presso la storica Fonderia Artistica Battaglia di Milano: il film vince il premio della critica internazionale FIPRESCI ed è il documentario-lungometraggio italiano che gira il maggior numero di festival nel 2015 (tra i quali anche il London Film Festival, Viennale, Sarajevo Film Festival, New Horizons Film Festival). Nel giugno dello stesso anno la galleria Emilio Mazzoli di Modena ospita la sua mostra personale Fuga, a cura di Mark Gisbourne e Giacinto di Pietrantonio.
Come illustratore ha pubblicato con i testi di Michele Mari Milano Fantasma (2008) e nel 2011 Apriti Cielo (Skira), volume che raccoglie disegni e acquerelli sul tema del sacro tra cui figurano alcuni dei disegni già realizzati da Vitali per la pagina culturale del Corriere della Sera con cui collabora dal 2007. Ha realizzato illustrazioni e copertine per diverse case editrici e scrittori, tra i quali: Gianni Clerici, Piero Colaprico, Andrea Vitali, Sergio Claudio Perroni, Massimiliano Virgilio, Gesualdo Bufalino, Edward Bellamy, Paul Vangelisti.
Vitali ha partecipato anche a importanti esposizioni collettive, tra le quali la Quadriennale di Roma (1999) e la Biennale di Venezia (2011).
Sue opere fanno parte di collezioni private e pubbliche tra cui: Vittoriale degli Italiani, Collezione Farnesina del Ministero degli Affari Esteri, Collezione MACRO - Museo d'Arte Contemporanea di Roma.

## Mostre personali
- 2015 - Fuga, Emilio Mazzoli, a cura di Mark Gisbourne e Giacinto di Pietrantonio, Modena.
- 2014 - Medi Terraneo, Castello Ruffo di Scilla.
- 2013 - Aria, LKFF - Art & Sculpture Projects, Bruxelles, Belgio.
- 2013 - Foresta Rossa. 416 Città Fantasma nel mondo, a cura di L. Molinari e F. Clerici, Triennale di Milano, Milano.
- 2012/2013 - Foresta Rossa, a cura di Luca Molinari, Isola Madre (Stresa) e Verbania (catalogo Skira).
- 2011 - Sbarco, LKFF - Art & Sculpture Projects, Bruxelles, Belgio.
- 2010 - Sbarco a Milano, a cura di F. Poli e F. Mazzocca, Palazzo Reale e Piazza Duca D'Aosta, Milano (catalogo Skira).
- 2010 - Sbarco, a cura di F. Poli e F. Mazzocca, piazza del Duomo e complesso di Sant'Agostino, Pietrasanta, Lucca (catalogo Skira).
- 2008 - LATO4, a cura di Danilo Eccher, Milano.
- 2006 - Tana, CRT Teatro dell'Arte, Milano.
- 2004 - Extramoenia, Palazzo Belmonte Riso, Palermo; Palazzo della Ragione, Milano.
- 2000 - Isolitudine, Studio Forni e Galleria Antonia Jannone, Milano; Arte Fiera, Galleria Forni, Bologna.
- 1990 - Velasco - Paesaggio Cancellato, a cura di R. Tassi, Palazzo Sertoli, Sondrio.
- 1986 - Velasco - Opere 1985-1986, a cura di Vittorio Sgarbi, Compagnia del Disegno, Milano.

## Mostre collettive
- 2018 - Italia's National Treasure Artists, a cura di Roberto Brunelli, Giampiero Biasutti Studio D'Arte per il '900, Torino.
- 2017 - MIAs Mid-career Italian Artists[9], a cura di Roberto Brunelli, Giampiero Biasutti Studio D'Arte per il '900, Torino.
- 2013 - Doppio sogno: scultura e pittura al Polo Reale di Torino, a cura di Luca Beatrice e Arnaldo Colasanti, Galleria Sabauda, Torino.
- 2012 - Bad RagARTz, Triennale di Scultura, Bad Ragaz e Vaduz, Svizzera e Liechtenstein.
- 2011 - 54. Biennale di Venezia, Venezia, Italia.
- 2010 - La scultura italiana del XXI secolo, a cura di Marco Meneguzzo, Fondazione Arnaldo Pomodoro, Milano.
- 2010 - OFF LEASH, Spazio Thetis, Eventi Collaterali della Biennale di Architettura, Venezia
- 2010 - I Paesaggi e la Natura dell'Arte, a cura di Danilo Eccher, ARCOS, Benevento.
- 2010 - Undercover, galleria L'Archimede, Roma.
- 2009 - Junkbuilding, La Triennale Bovisa, Milano.
- 2009 - Ultime Ultime Cene, a cura di Philippe Daverio, Cenacolo Vinciano, Galleria Gruppo Credito Valtellinese e Piccola Sacrestia presso Convento Santa Maria delle Grazie, Milano.
- 2007 - Immagini, Forme e Natura delle Alpi, a cura di Danilo Eccher, Palazzo Sassi, Palazzo Pretorio, Palazzo Sertoli, Sondrio.
- 2007 - Pittura Italiana 1968-2007, Palazzo Reale, Milano.
- 2005 - II Biennale Internazionale d'Arte Contemporanea di Pechino, Pechino, Cina.
- 2005 - Nuove Acquisizioni. Due anni dalla crescita della collezione, MACRO al Mattatoio, Museo d'Arte Contemporanea Roma, Roma.
- 2003 - Giovanni Testori. I segreti di Milano, Palazzo Reale, Milano.
- 2003 - Giovanni Testori. Un ritratto —L'omaggio di 40 artisti contemporanei, a cura di Flavio Arensi, Palazzo Leone da Perego, Legnano.
- 2003 - Il cuore della scena artistica contemporanea in Italia, Barbara Behan Gallery, Londra.
- 2000 - Arte italiana 2000, J.J. Brookings Gallery, San Francisco, USA.
- 1999 - XIII Quadriennale- Proiezioni 2000, Palazzo delle Esposizioni, Roma.
- 1999 - Wintersalon, Contemporary Art Center, Schalkwijk, Paesi Bassi.
- 1994 - Settima Triennale dell'Incisione, La Permanente, Milano.
- 1992 - Lux Mundi, a cura di Giovanni Bonanno, Albergo delle Povere, Palermo.
- 1991 - Ritratto - Il ritratto nella pittura italiana del ‘900, a cura di Vittorio Sgarbi, Castello Estense, Mesola; Castello Svevo, Bari.
- 1988 - Voi chi dite che io sia, V Biennale d'arte sacra, Palazzo Pubblico-Magazzini del Sale, Siena.
- 1984 - Artisti e scrittori, Rotonda della Besana, Milano.

## Velasco Vitali nei musei
- Vittoriale degli Italiani
- Collezione Farnesina - Ministero degli Affari Esteri
- MACRO - Museo d’Arte Contemporanea di Roma
- PART - Palazzi Arte Rimini

## Pubblicazioni
- Solitude (con Paul Vangelisti), Modena, Emilio Mazzoli Editore, 2015.
- Apriti Cielo, Milano, Skira, 2011.
- Milano Fantasma (con Michele Mari), Torino, EDT editore, 2008.
- Velasco 20, Milano, Electa Mondadori, 2004.
- Dilaghée (con Andrea Vitali), Lecco, Stefanoni, 1994.
- Il Dio di Roserio (con Giovanni Testori), Lecco, Periplo Edizioni, 1994.[10]